# Ел Моро (Колорадо)
Ел Моро (енгл. El Moro) насељено је место без административног статуса у америчкој савезној држави Колорадо.

## Демографија
По попису из 2010. године број становника је 221.
| Група             | 2000.    | 2010.       |
| Белци             | 0 (0,0%) | 171 (77,4%) |
| Афроамериканци    | 0 (0,0%) | 2 (0,9%)    |
| Азијати           | 0 (0,0%) | 0 (0,0%)    |
| Хиспаноамериканци | 0 (0,0%) | 47 (21,3%)  |
| Укупно            | 0        | 221         |